# Calypso (Harry Belafonte)
| Recensione | Giudizio |
| ---------- | -------- |
| AllMusic   | [ 4 ]    |

Calypso è il terzo album di Harry Belafonte prodotto dalla RCA Victor, pubblicato nel giugno 1956.

## Il disco
Fu registrato tra l'agosto e il novembre del 1955 alla Webster Hall di New York e pubblicato l'anno seguente su etichetta RCA (in Italia l'anno successivo, su etichetta RCA Italiana); questo fu non solo il disco che fece raggiungere a Harry Belafonte il successo (l'album rimase in classifica negli Stati Uniti per 99 settimane consecutive – 31 delle quali ai primi posti - secondo la rivista Billboard, e fu il primo LP della storia a superare il milione di copie vendute), ma anche il disco che, scatenando il boom del calypso, aprì la strada alla larga diffusione della musica folk: è sull'onda del successo di questo disco che, qualche tempo dopo, si fecero notare e raggiunsero la fama cantanti come Joan Baez, Bob Dylan, Peter Paul & Mary.
Da questo album vennero tratti due singoli, Jamaica Farewell e Day-O (Banana Boat Song), che raggiunsero entrambi i primi posti delle classifiche (il secondo brano divenne l'interpretazione di Belafonte più nota a livello mondiale).
Il brano Man Smart (Woman Smarter) è considerato la prima canzone folk femminista.
L'album vede la partecipazione di Frantz Casseus alla chitarra e del Coro Norman Luboff.

## Tracce

### LP
Lato A
1. Day O – 3:02 (Tradizionale, arrangiamento: Harry Belafonte, Lord Burgess, Bill Attaway)
2. I Do Adore Her – 2:45 (Lord Burgess)
3. Jamaica Farewell (Based on Traditional Aire) – 3:00 (Lord Burgess)
4. "Will His Love Be Like His Rum?" – 2:32 (Harry Belafonte, Bill Attaway)
5. Dolly Dawn – 3:15 (Lord Burgess)

Lato B
1. Star O – 2:00 (Harry Belafonte, Lord Burgess, Bill Attaway)
2. The Jack-Ass Song – 2:55 (Lord Burgess, Bill Attaway)
3. Hosanna – 2:37 (Lord Burgess, Bill Attaway)
4. Come Back Liza – 3:05 (Lord Burgess, Bill Attaway)
5. Brown Skin Girl (Calypso) – 2:45 (Norman Span)
6. Man Smart (Woman Smarter) – 3:34 (Norman Span)

- Durata brani ricavati dalle note del libretto del SACD del 2013 pubblicato dalla Audio Fidelity (AFZ 138)

## Formazione
- Harry Belafonte – voce
- Tony Scott and His Orchestra (brani: I Do Adore Her, Jamaica Farewell, Dolly Dawn, Hosanna, Come Back Liza, Brown Skin Girl e Man Smart (Woman Smarter))
- Tony Scott – direzione orchestra (brani: I Do Adore Her, Jamaica Farewell, Dolly Dawn, Hosanna, Come Back Liza, Brown Skin Girl e Man Smart (Woman Smarter))
- Millard Thomas – chitarra (brani: Day O, "Will His Love Be Like His Rum?", Star O e The Jack-Ass Song)
- The Norman Luboff Choir (brani: Hosanna, Come Back Liza e Brown Skin Girl)
- Broc Peters – leader coro
- Irving Burgie – chitarra
- Frantz Casseus – chitarra

note aggiuntive
- Ed Welker, Herman Diaz Jr. e Henri René (brano: Man Smart (Woman Smarter)) – produttori
- Registrazioni effettuate il 18 agosto, 20 ottobre e 9 novembre 1955 al Webster Hall di New York City (Manhattan), New York
- Roy Stevens – foto copertina album originale
- William Attaway – note retrocopertina album originale[7]